# Lea Loveless
Lea Loveless Maurer, née le 1er avril 1971 à Yonkers, est une nageuse américaine.

## Biographie
Aux Jeux olympiques de 1992 à Barcelone, elle remporte le titre lors du relais 4 × 100 mètres quatre nages, elle obtient aussi une médaille individuelle sur le 100 mètres dos, en bronze. Après avoir manqué la participation en individuel aux championnats du monde 1994 et aux Jeux olympiques 1996, elle fait son retour aux championnats du monde 1998 où elle remporte le titre sur le 100 m dos. De 2003 à 2012, elle a été l'entraîneuse principale de l'équipe de natation de l'université Stanford.

## Palmarès

### Jeux olympiques
- Jeux olympiques de 1992 :
  -  Médaille d'or du relais 4 × 100 mètres quatre nages
  -  Médaille de bronze du 100 mètres dos

### Championnats du monde

#### Grand bassin
- Championnats du monde 1994 :
  -  Médaille d'argent du relais 4 × 100 mètres quatre nages
- Championnats du monde 1998 : 
  -  Médaille d'or du 100 mètres dos
  -  Médaille d'or du relais 4 × 100 mètres quatre nages

### Championnats pan-pacifiques
- Championnats pan-pacifiques 1989
  -  Médaille d'or du 100 mètres dos
  -  Médaille d'or du relais 4 × 100 mètres quatre nages
- Championnats pan-pacifiques 1993
  -  Médaille d'or du 100 mètres dos
  -  Médaille d'or du relais 4 × 100 mètres quatre nages
  -  Médaille d'argent du 200 mètres dos
- Championnats pan-pacifiques 1995
  -  Médaille d'argent du relais 4 × 100 mètres quatre nages
- Championnats pan-pacifiques 1997
  -  Médaille d'or du relais 4 × 100 mètres quatre nages
  -  Médaille d'argent du 100 mètres dos
  -  Médaille d'argent du 100 mètres dos